# Togoische Davis-Cup-Mannschaft
Die togoische Davis-Cup-Mannschaft ist die Herren-Tennisnationalmannschaft Togos. 

## Geschichte
Zwischen 1990 und 2003 nahm Togo am Davis Cup teil. Das beste Resultat der Mannschaft war das Erreichen des Halbfinals der Europa/Afrika-Gruppenzone II 1992. Erfolgreichster Spieler ist Jean-Kome Loglo mit insgesamt 29 Siegen, mit 37 Teilnahmen ist er gleichzeitig Rekordspieler. Yaka-Garonfin Koptigan stellte 2001 im Spiel gegen Mali einen Altersrekord auf: Mit 59 Jahren und 147 Tagen war er der älteste Spieler, der jemals ein Davis-Cup-Spiel bestritt.